# Jakubowice (Budy)
Jakubowice – część wsi Budy w Polsce, położona w województwie świętokrzyskim, w powiecie koneckim, w gminie Fałków.
Sołectwo dla tej wsi znajduje się we wsi Budy.
W latach 1975–1998 Jakubowice należały administracyjnie do województwa piotrkowskiego.